# 叠氮化铅
叠氮化铅是一种无机化合物，化学式 Pb(N3)2，属于典型的叠氮化合物。纯净的叠氮化铅为白色结晶，在热安定性、流散性、耐压性等方面表现优良，常作为起爆药用于电雷管等火工品。

## 历史
1890年，西奥多·库尔提乌斯首次发现叠氮化铅，1907年，取得其在炸药行业的法国专利，6年后，使用叠氮化铅的雷管问世。早期使用未改性叠氮化铅的火工品在价格、综合性能等方面均不及使用雷酸汞的产品，之后发展出的粉末叠氮化铅、石蜡钝感叠氮化铅等改进产品也存在严重缺陷，使得其在第一次世界大战及之后近十年间的应用较为有限。1931年，美国在糊精控制叠氮化铅晶型领域取得突破，糊精叠氮化铅从此在军民领域广泛应用。自此，各国开始关注晶型控制剂对叠氮化铅改性方向的研究，先后提出了聚乙烯醇、羧甲基纤维素等作为控制剂的方案，这些改性叠氮化铅也先后在美国、苏联、英国等国的军用电雷管中得到应用。

## 物理性质
叠氮化铅存在四种晶型，即α型、β型、γ型和δ型。α型和β型可通过改变结晶时的热力学和环境条件获得：在晶型控制剂环境下，β型结晶的生成会受到明显抑制；在160 °C水中，β型则会转化为α型。γ型和δ型属于不稳定晶型，目前难以获得纯净产物。
| 晶型       | 晶系     | 晶胞参数                                                 | 晶体形貌 |
| ---------- | -------- | -------------------------------------------------------- | -------- |
| α型        | 斜方晶系 | a=1.131nm b=1.625nm c=0.663nm                            | 短柱状   |
| β型        | 单斜晶系 | a=1.849nm b=0.884nm c=0.512nm β=107.6°                   | 长针状   |
| γ型        | 单斜晶系 | a=1.206nm b=1.051nm c=0.651nm β=95.75°                   | 不適用   |
| δ型        | 三斜晶系 | a=1.316nm b=1.053nm c=0.653nm α=90.53° β=98.12° γ=112.7° | 不適用   |
| 参考文献： |          |                                                          |          |

叠氮化铅为白色至浅黄色结晶，α型密度4.71g/cm3，β型密度4.93g/cm3。叠氮化铅在水中溶解度较低，但在5 °C至40 °C区间与温度仍然近似线性正相关，18 °C时约为2.3 g/L ，70 °C时则升至9.0 g/L 。此外，叠氮化铅在乙醇中溶解度极低，因而50%乙醇溶液也用作叠氮化铅的贮存溶液。

## 化学性质及反应
叠氮化铅热安定性、常温高湿安定性、高温高湿安定性均较为良好，满足耐高温起爆药的安定性要求，但是当其处于湿润的二氧化碳环境时仍会发生分解反应生成叠氮酸气体，进而与铜等金属反应形成少量叠氮化铜等其他叠氮化物，造成起爆药整体感度上升引发危险。
叠氮化铅与稀硝酸反应可以生成叠氮酸，但与浓硝酸反应会引发自身剧烈分解和爆炸：
{\displaystyle {\rm {Pb(N_{3})_{2}+2HNO_{3}\rightarrow Pb(NO_{3})_{2}+2HN_{3}\uparrow }}}
叠氮化铅中的叠氮基团光活性极高，能够吸收光能量进而分解，该光解反应也会在一定能量的射线下引发爆炸：
{\displaystyle {\rm {Pb(N_{3})_{2}\xrightarrow {hv} Pb+3N_{2}\uparrow }}}
叠氮化铅可以与强氧化剂溶液反应，其中与橙红色硝酸铈铵的反应会生成无色的硝酸铈，该反应可用以判断药品中叠氮化铅的存在：
{\displaystyle {\rm {Pb(N_{3})_{2}+(NH_{4})_{2}Ce(NO_{3})_{6}\rightarrow Ce(NO_{3})_{3}+Pb(NO_{3})_{2}+NH_{4}NO_{3}+N_{2}\uparrow }}}

## 制备工艺
叠氮化铅制备方法较为简单，原理为铅盐的水溶液（一般选用硝酸铅或醋酸铅）和叠氮化钠反应，反应式为：
{\displaystyle {\rm {2NaN_{3}+Pb(NO_{3})_{2}\rightarrow Pb(N_{3})_{2}\downarrow +2NaNO_{3}}}}
直接反应生成的物质为含有β晶型的细粉末状叠氮化铅，在该状态下，叠氮化铅对静电和机械刺激极为敏感，难以从反应器皿中取出并压装成型，因此实际生产中一般会引入其他原料和工序对叠氮化铅进行改性，其中使用最为广泛的是糊精生产工艺。
该工艺以低浓度硝酸铅溶液和糊精溶液为底液，预先加入少量叠氮化铅晶种，在弱碱性和控温的条件下搅拌并升至指定化合温度，随后均匀加入低浓度叠氮化钠溶液继续控温搅拌数分钟，出料后将母液和所得晶体一并过滤，最终所得固体在经洗涤、干燥工序后即为纯度98%以上的α型叠氮化铅晶体，其结晶尺寸一般为0.05至0.08毫米，流散性良好，感度性能大幅改善。
叠氮化铅生产母液和洗涤液在冷却后可能会析出β型结晶形成隐患，因此，相关工序完成后需要先后加入亚硝酸钠溶液和稀硝酸对废液进行销毁处理。除该种方法外，废液还可以通过微米零价铁（mZVI）-过硫酸钠-臭氧法经系列反应去除。反应结束后，可使用三价铁离子的盐溶液进行检测，如依然存在叠氮根，则生成明显的红色叠氮化铁沉淀。
采用其他晶型控制剂的叠氮化铅产品制备工艺流程与糊精叠氮化铅类似，只在所用原料、环境条件方面存在一些差异。采用聚乙烯醇时机械感度下降但静电感度上升，且容易生成易碎的片状结晶造成意外引爆；采用羧甲基纤维素时结晶成球形，反应可在室温下进行且母液较为安全，自二十世纪六十年代末起开始广泛应用于各国军队。此外，二十世纪后半叶至今还衍生出了以石墨为晶核、反应中加入石墨烯、使用明胶和二硫化钼作为底液等多种提升导电性的方案，为叠氮化铅改性的另一研究方向。

## 爆炸性能
叠氮化铅氧平衡为-5.5%，属负氧平衡炸药。其爆容为231 L/kg，爆热391 kcal（1,640 kJ）/kg，爆压34.3 GPa，3.8 g/cm3装填密度下爆速4500 m/s，4.6 g/cm3装填密度下爆速5300 m/s。
叠氮化铅机械感度较高，但其撞击感度低于雷酸汞，因而不常使用机械方法起爆该药品。叠氮化铅火焰感度较低，需要使用沥青钝化的斯蒂芬酸铅和细铝粉压装在其表面以协助点燃。相较而言，叠氮化铅最显著的优势在于其起爆性能，在糊精改性的条件下，其对PETN、HMX、RDX的极限起爆药量均不超过15 mg。